# 鉱泉

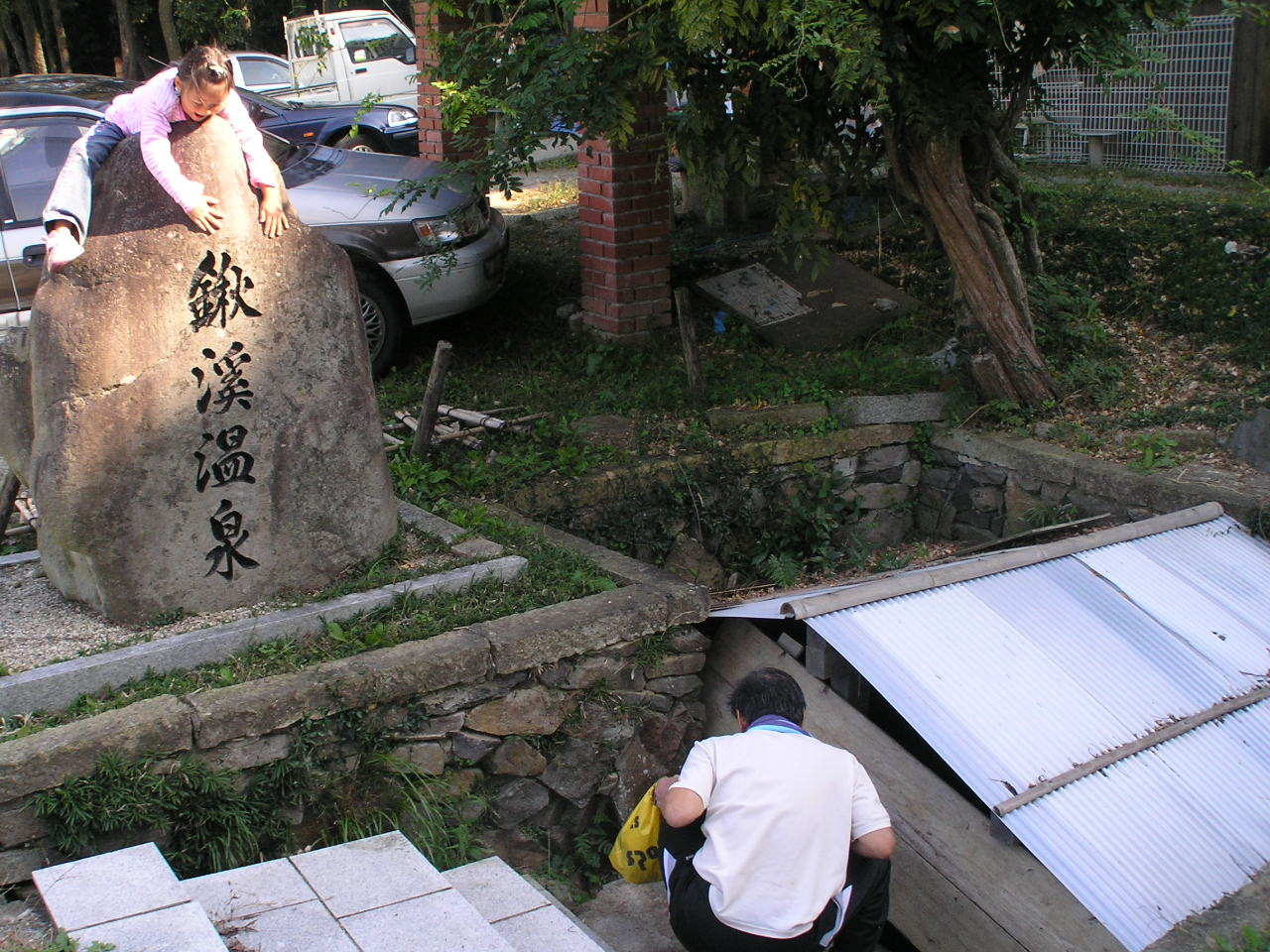
鉱泉の鍬渓温泉源泉

鉱泉（こうせん）とは、地下からの湧水（わきみず）で、医学的見地から治癒成分を含んだ水のことである。

## 定義

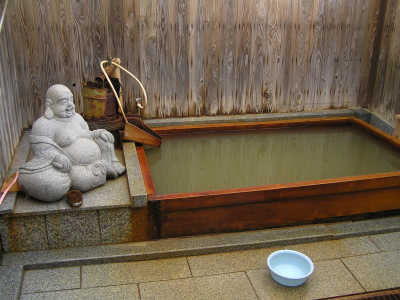
鉱泉の鍬渓温泉浴室

一般には、地表の気温より著しく温度の高い（日本の温泉法では25度以上）湧水を温泉、それ未満の温度の湧水を鉱泉（冷鉱泉）と呼んで、常用水と区別される。しかし、環境省が定める「鉱泉分析法指針」では以下のように定義されている。
「地中から湧出する泉水で、 多量の固形物質又はガス状物質若しくは特殊な物質を含むか、或いは泉温が泉源周囲の平均気温より常に著しく高温を有するものをいう。鉱泉中、特に治療の目的に供されるものを療養泉とする。」
従って、温泉も含め鉱泉と解釈するのが正確である。
もともとは、1911年にドイツのバート・ナウハイム温泉で採択された鉱泉の定義（ナウハイム決議）が大元になっている。ナウハイム決議では16種類の物質の含有および湧水温度が20度以上とされた。20度の根拠となるのは、地下水がその地の気温より高い水温を保って湧きでる特殊性を考慮したものといえる。
1948年に公布された日本の温泉法では、25度以上としている。これは、1952年4月28日発効のサンフランシスコ講和条約による領土放棄まで日本が台湾を領有していた関係上、法律制定までの年間平均気温が高かったためである（異説あり）。
温泉および鉱泉を定義しているのは、温泉法および環境省が管轄している「鉱泉分析法指針」である。「鉱泉分析法指針」による鉱泉の分類を以下に示す。

## 鉱泉の分類

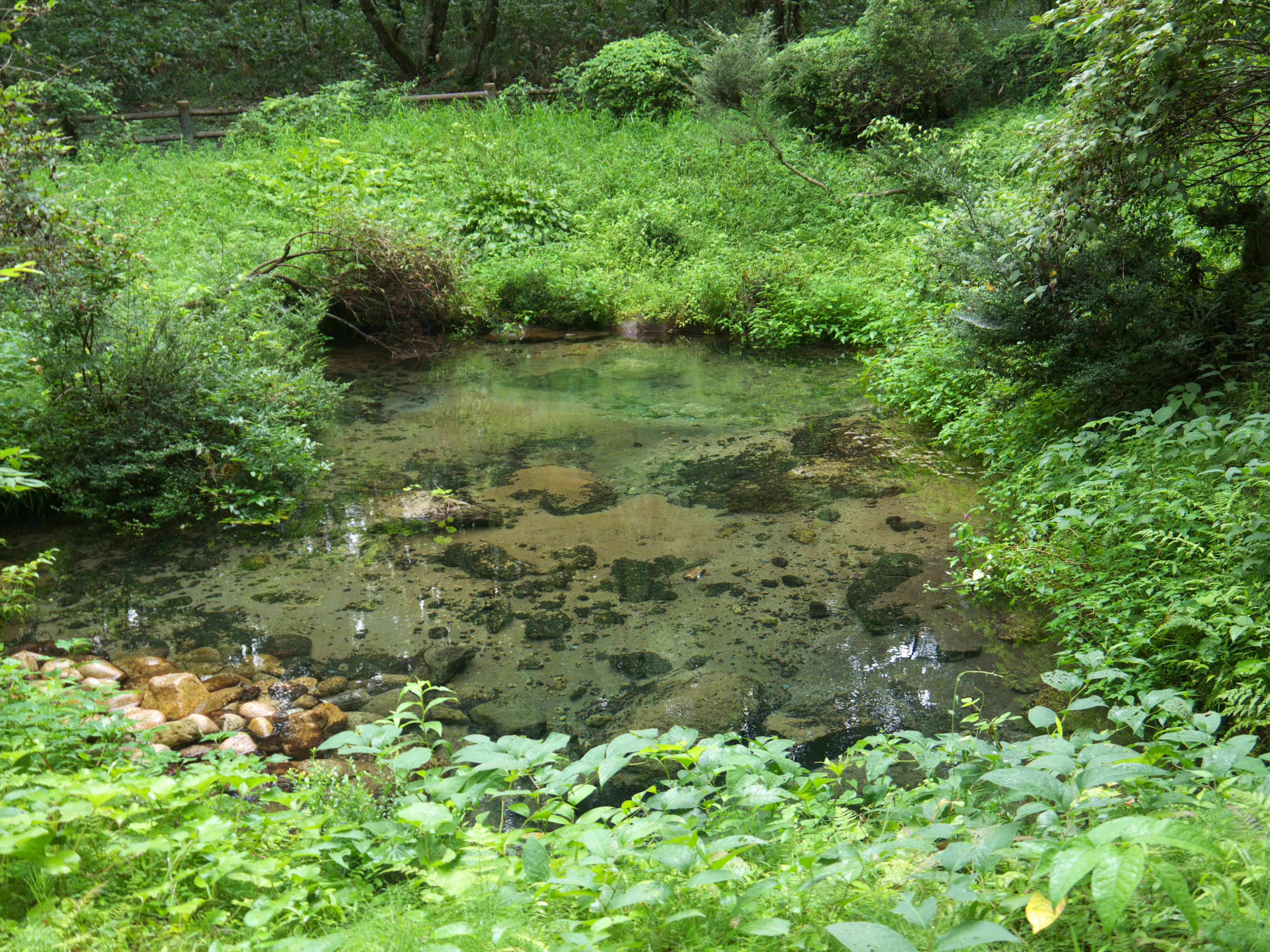
珪酸含量34%で名水百選の一つに指定されている塩釜の冷泉（岡山県真庭市）

| 分類   | 泉温度         |
| ------ | -------------- |
| 冷鉱泉 | 25℃未満        |
| 低温泉 | 25℃以上34℃未満 |
| 温泉   | 34℃以上42℃未満 |
| 高温泉 | 42℃以上        |

| 分類         | 液性（pH）     |
| ------------ | -------------- |
| 酸性         | 3未満          |
| 弱酸性       | 3以上6未満     |
| 中性         | 6以上7.5未満   |
| 弱アルカリ性 | 7.5以上8.5未満 |
| アルカリ性   | 8.5以上        |

| 分類   | 溶存物質総量(g/kg) | 凝固点                 |
| ------ | ------------------ | ---------------------- |
| 低張性 | 8未満              | -0.55℃以上             |
| 等張性 | 8以上10未満        | -0.55℃未満、-0.58℃以上 |
| 高張性 | 10以上             | -0.58℃未満             |